# Halammohydra chauhani
Halammohydra chauhani är en nässeldjursart som beskrevs av Rao 1975. Halammohydra chauhani ingår i släktet Halammohydra och familjen Halammohydridae.
Artens utbredningsområde är Indiska oceanen. Inga underarter finns listade i Catalogue of Life.